# 吳育昇
吳育昇（1958年12月1日—），嘉義縣新港鄉人，籍貫江蘇，中華民國政治人物，現任中國國民黨政策會副執行長，前任中國國民黨籍立法委員。於台北市長馬英九任內擔任台北市政府新聞處長、發言人，被媒體稱為馬家軍核心成員，曾遭到「憲法133聯盟」與「割闌尾計畫」團體發起連署罷免，但兩次連署未達法定人數，皆以失敗收場。

## 簡介
父親曾是基層員警，身為外省第二代，國民黨籍立委吳育昇卻能說著流利的台語。國台語雙聲，在國民黨中相當少見。說起成長背景，吳育昇表示，父親是江蘇人，在警界服務，母親是台南人。因父親的職務，經常搬家，住過嘉義、雲林等地。小時候便感覺到，家鄉是移動的。高中畢業於國立台南一中，國立政治大學政治學系畢業。吳育昇妻子為劉娟娟，兩人育有一子二女。
曾任臺北市政府新聞處長兼臺北市政府發言人等職務。
2013年4月23日，過去立院黨團幹部頂多獲華夏二等獎章表揚，吳育昇是首位獲頒實踐二等獎章的書記長。馬英九23日在國民黨中山會報頒獎給吳時強調，在立院貫徹黨紀不容易，吳為提高黨籍委員動員出席率，恢復黨籍委員出缺席罰扣款制度，讓黨員體認到貫徹黨紀的重要。
2015年年底，吳育昇直接「切割自己」，推出「我是誰？我不是吳育昇 如果我不是吳育昇 你會不會用不一樣角度看我？」文宣，期望人民跳脫政黨色彩，並主打政績牌和勤走基層鞏固基本盤。

## 選舉紀錄
| 年度 | 選舉屆數           | 選舉區           | 所屬政黨   | 得票數  | 得票率 | 當選標記     | 備註 |
| ---- | ------------------ | ---------------- | ---------- | ------- | ------ | ------------ | ---- |
| 2004 | 第六屆立法委員選舉 | 臺北縣第二選舉區 | 中國國民黨 | 73,164  | 13.31% |              |      |
| 2008 | 第七屆立法委員選舉 | 臺北縣第一選舉區 | 中國國民黨 | 82,949  | 58.39% | 本屆選制更改 |      |
| 2012 | 第八屆立法委員選舉 | 新北市第一選舉區 | 中國國民黨 | 107,821 | 50.78% |              |      |
| 2016 | 第九屆立法委員選舉 | 新北市第一選舉區 | 中國國民黨 | 84,582  | 40.87% |              |      |

## 立院相關法案

### 通姦除罪化
吳育昇是在100年4月8日時，和時任內政部次長的簡太郎召開記者會，談到內政部要讓地方政府自行規劃性交易特定區域，必須先修正刑法讓通姦除罪化，否則結婚的民眾若到專區消費，性工作者可能因此被控通姦罪。婦女新知基金會多年來一直都在呼籲讓婚姻回歸民法。該基金會指出，該罪成立的目的，原本是為了懲戒性出軌女人，直到民國24年修法後，才被部分婦女團體當成杜絕丈夫外遇、維護大老婆權益的守護神。由於吳過去有過婚外情的「薇閣事件」，引發網友批評為自肥條款。

### 提案修正拾金不昧條款
2012年4月20日，吳育昇提案修正民法805-1，主張拾得人不得向中低收入戶等特殊境遇者請求報酬，藉此保障弱勢民眾的生活。民法805-1完整條文。吳育昇有鑑於社會上屢屢傳出有拾得人循民法第805條主張報酬請求權及留置權，若遺失物為特殊境遇家庭者、低收入戶、中低收入戶、依法接受急難救助或災害救助者所有，往往導致該類有受領權之人生活上之困擾，嚴重者恐造成生活無依，影響低收入戶、特殊境遇家庭者生計，形同法律欺負弱勢，爰擬具修訂「民法第805-1條」，有受領權之人為低收入戶、特殊境遇家庭者，拾得人不得主張報酬請求權。

### 主張核一廠如期除役
2014年12月16日，吳育昇表示，核電安全一直是他與民眾最關切議題，總統馬英九也曾公開宣布核一不再延役。核一廠與日本福島核災機型相同，民眾對福島核災印象深刻，十分擔憂，核一廠將超過運轉執照年限，要求現行核電廠中機組最老的核一廠如期除役。
2015年3月6日，吳育昇認為，核一還是要往除役方向走，並且進一步追問行政院長毛治國，過去每任閣揆，都說現在還未到決策時間點，到底何時會決定？毛治國則強調，從技術上考量，最晚明年要做出決定，但仍希望可以先評估節電政策及缺電狀況。
2015年10月6日，吳育昇認為台灣有能力，核電能除役。當日在立法院施政總質詢時表示，核一廠1號機應在2018年底、2號機應在2019年底如期除役，這不是反核，而是證明我國有能力可以處理老舊機組核電廠，不只是政治信賴的問題，也能取得反核人士的信賴。。

### 養老救命金設專戶
吳育昇推動將勞工退休金、國民年金費用立法規定開立專戶，如果有勞工欠錢、戶頭被查封，常年工作累積的「生活救命用」帳戶也不會有影響，吳育昇表示，這個規定從去年初實施以來，目前申請專戶有6855人，只要國民年金有專戶，就不會被扣押，勞工保險適用的也有7411位，共近一萬多人受惠。為了保障民眾老本不受債務影響，立法院三讀通過《勞工保險條例》、《國民年金法》部分修正條文，請領勞保、國民年金可設專戶，專戶內存款不得作為抵銷、扣押、讓與等標的，讓民眾不須擔心每月一入帳，就被債權人或法院強制執行。

### 要求政府應針對新品販售的老舊輪胎訂出保存期限
2015年9月20日，有民眾向國民黨立委吳育昇陳情，指稱從連鎖輪胎店買到的全新輪胎，竟然是9年前生產的輪胎，經向經濟部標檢局詢問，才知國內並沒有訂出輪胎使用年限標準。吳育昇說，國際上各大車廠或輪胎廠新胎的有效使用年限都在6到10年，超過年限的輪胎可能失去原本安全係數，呼籲主管機關應制定保存期限標準，不該再讓民眾買到或使用「老叩叩輪胎」。
2015年9月22日，國民黨立委吳育昇今天下午在立法院臨時提案，要求管制市售庫存新輪胎保存期限，也要管制民眾使用中輪胎的使用年限，年限一到，就算胎紋符合標準也必須汱換。此案獲通過將請行政院研處。吳育昇表示，有鑒於老舊輪胎因為出廠時間過久造成輪胎本體結構發生變質劣化，失去原先的安全係數，肇生多次車禍；今年7月中旬車輛翻落國道造成6死車禍，疑似就與老舊輪胎有關。」。
2015年10月6日，立委吳育昇上午在立法院施政總質詢時表示，他接到選民的陳情，去買了一個全新的輪胎，才發現已經庫存9年，但因橡膠老舊，開在路上非常危險，恐釀成重大事故。吳育昇說，因為國內針對新輪胎庫存多久以後不能販售，沒有明確的規範，他認為輪胎應該跟食品一樣訂出使用期限，建議經濟部訂出標準。鄧振中表示，現在的確沒有規定，近期會找大家來商量，訂一個時限的規定。吳育昇進一步追問，能不能在今年底前訂出規定，並在明年上路？鄧振中說，年底前會把它訂出來。。

### 機場捷運票價
2015年4月21日，吳育昇認為桃園機場捷運(以下稱機場捷運)預計民國104年底通車，除了提供出入國航空旅客便捷交通外，更是提供新北市林口、泰山、新莊、五股與桃園市等沿線居民往返台北通勤上班所需。因此，大眾運輸系統不能僅以商業盈虧考量，在機場捷運票價訂定上，更需要考量沿線居民感受與其他捷運系統票價之公平性。機場捷運林口站(A9)至台北車站(A1) 距離約為22公里，外傳推估定價可能為100元，將影響居民搭乘意願。反觀，高雄捷運南岡山站(R24)至高雄國際機場站(R4)，距離長達26公里，單程定價僅需60元。交通部與桃園市政府研議機場捷運票價時，應以高雄捷運票價為範本，方能增加沿線新北市林口、泰山、新莊、五股與桃園市民眾搭乘機場捷運通勤之意願。

### 爭取國定假日不被A掉
2014年2月25日，國民黨立委吳育昇質詢行政院長江宜樺時指出，2015年有6個國定假日遇到週休二日，假期形同「被吃掉」，政府應改變思維，不要只從企業生產成本思考放假問題。吳育昇指出，2015年二二八、兒童節、清明節、端午節、中秋節、雙十節等6個國定假日，剛好落在週六、週日，假日等於「被吃掉」，應該調整休假制度，在週五、週一補休，形成連續假期。將補假規則法制化，減少對企業營運之衝擊，也能讓民眾及早規劃假日。國定假日遇週日，於次週一補假。放假日遇周六，則於前一日周五補假，國家不應該要佔人民便宜，還給人民公平的假期;更有助於全民創造力;增進快樂的社會情緒。勞動部討論勞工補假規定，決議勞工休息日若遇到國定假日，將一律補休，全國694萬受僱勞工都可受惠。

### 對蕭美琴所提《同性婚姻法》表達異議
2006年10月20日，由王世勛(民主進步黨)、賴士葆(中國國民黨)於立法院院會提案，並與雷倩、賴士葆、謝國樑、蔡啟芳、廖本煙、吳育昇等共23位藍、綠立委連署，對當時民進黨籍立法委員蕭美琴等人提出的《同性婚姻法》草案表達異議建議退回程序委員會重新提出，該法案共八個條文，含標點符號總字數251個字。

### 死刑依法執行議題
2010年2月22日，吳育升在立法院總質詢時，針對死刑依法執行議題，質詢行政院長吳敦義及法務部長王清峰。吳育昇說，四年來共有44名死刑犯並未依法執行，他要求吳揆，應就44名死刑定讞犯是否執行槍決問題明確下達指示。
2012年12月22日，吳育昇表示，法務部依法執行死刑的槍決，是「適當、符合民意、符合國家法律，也符合所有的規範」，他強調，目前國家仍然有死刑，在實務上法官認為重大犯罪，認為罪無可逭，也依法判處死刑、經過三審定讞或非常上訴，「昨天依法執行6位槍決，這是完全合法的！」他不反對社會繼續討論廢除死刑的議題，但是在沒有完成討論、修法廢除死刑之前，我們國家就是有死刑的國家，「80%的民意是支持死刑繼續存在我們國家的，民主政治本來就是民意政治、法治政治，所以符合民意、符合法律，做出國家應該做的行為，這樣才真正保障好人的權益，懲罰壞人」。
2014年3月2日，吳育昇日前在立法院質詢時，再度要求法務部依法執行死刑。吳育昇質詢時引用數據，法務部前部長曾勇夫3年多任期內，槍決21人，死刑犯卻又增加30人。吳育昇今天接受《蘋果》訪問時說，引用數據只是要提醒行政院長江宜樺，治安問題不要看報告，要了解這些人被判死刑的原因。
2015年6月2日，吳育昇指出，《刑事訴訟法》第461條規定，死刑經司法行政最高機關核准，三日內執行，確有再審或非常上訴理由者，可再加審核；而目前遭判死刑的48人中，僅13人符合免於執行要點，但法務部卻鑽漏洞不執行，他痛批，死刑不執行，人心難平，因此他將提案修法，在《刑訴法》461條中增列「非顯有理由者不得為之」，防堵不執行死刑的漏洞。

### 推動環境教育法
2010年5月18日，吳育昇認為，「環境教育法」是一個無分藍綠、超越黨派符合世界潮流的好法案、好議題。台灣近年面臨全球暖化、氣候變遷、生態環境的破壞、能源與糧食嚴重短缺的威脅，歷經無數次嚴重的環境災害，民眾應該更尊重、了解自然，為解決這些棘手的環境問題，除尋求科技解決外，治本之道有賴長期深入推動環境教育，讓每一個人從認知、價值觀及態度上來落實環境保護的行為。唯有透過普遍與深入的環境教育，提升國人認知，才能面對環境問題。他強調，「立法院不只是會打架、不只是會搞意識型態對立」，希望外界都能支持立法院多通過這類攸關民生、環境的法案，「少一點口水、少一點政治」，國家會更進步、社會會更安定、環境會更安康。

## 環評議題

### 曾提出環評法第14條修法（未三讀）

#### 環保署對吳育昇委員提案修正環評法第14條表示贊同[31]。
- 吳育昇委員提案修正環評法第14條，經環保署了解其修正方向，係依據行政程序法第117條之規定，對環評法第14條作補充，與原環境影響評估法第14條之立法意旨尚符，對於吳委員之提案，環保署表示贊同。
- 現行環評法第14條規定，目的事業主管機關於環境影響說明書未經完成審查或評估書未經認可前，不得為開發行為之許可，其經許可者無效。環保署表示，對於已完成環境影響說明書審查或評估書經認可後公告之環評審查結論，其後經訴願或行政法院判決原審查結論撤銷後之開發許可，應依行政程序法相關規定辦理，本無疑義。在立法院91年修正環評法立法關係文書之說明中，已敘明「有關許可後無效之處理，應回歸行政程序法規定」（如附件）。
- 惟中科三期判決撤銷原審查結論後，因各界對後續開發許可效力見解不一，衍生爭議，故吳育昇委員提案修正環境影響評估法第14條，將原本開發許可是否無效，應由目的事業主管機關依行政程序法相關規定處理，清楚敘明於環評法中，並非新的規定，應屬可行。

#### 環團人士看法
- 2010年10月，吳育昇等22位立委，提案修正《環評法》第十四條，將環評結論與開發許可徹底切割。台灣綠黨、台灣環境保護聯盟、台灣環境行動網等環保團體共同召開記者會，譴責這是「過度擴充行政權，破壞司法體制」的行為[32]。該提案之部份案由[33]為：「明定環評審查結論公告經行政法院撤銷確定後，原開發許可處分是否撤銷，應由權責機關衡諸行政程序法第一百十七條但書規定，判斷有無不得撤銷之情形，並特別規定開發行為之許可經撤銷後，自撤銷之日起失其效力，不適用第一項本文『無效』之規定」。本提案除外吳育昇立委，尚有劉盛良、紀國棟、江義雄、蔡正元、林明溱、林滄敏、朱鳳芝、簡東明、郭素春、洪秀柱、林建榮、羅淑蕾、侯彩鳳、徐耀昌、林德福、丁守中、陳秀卿、劉銓忠、徐少萍、吳清池、王廷升等21位立委連署。

## 主張核四安檢完成日‧核四公投啟動時（核四已封存）

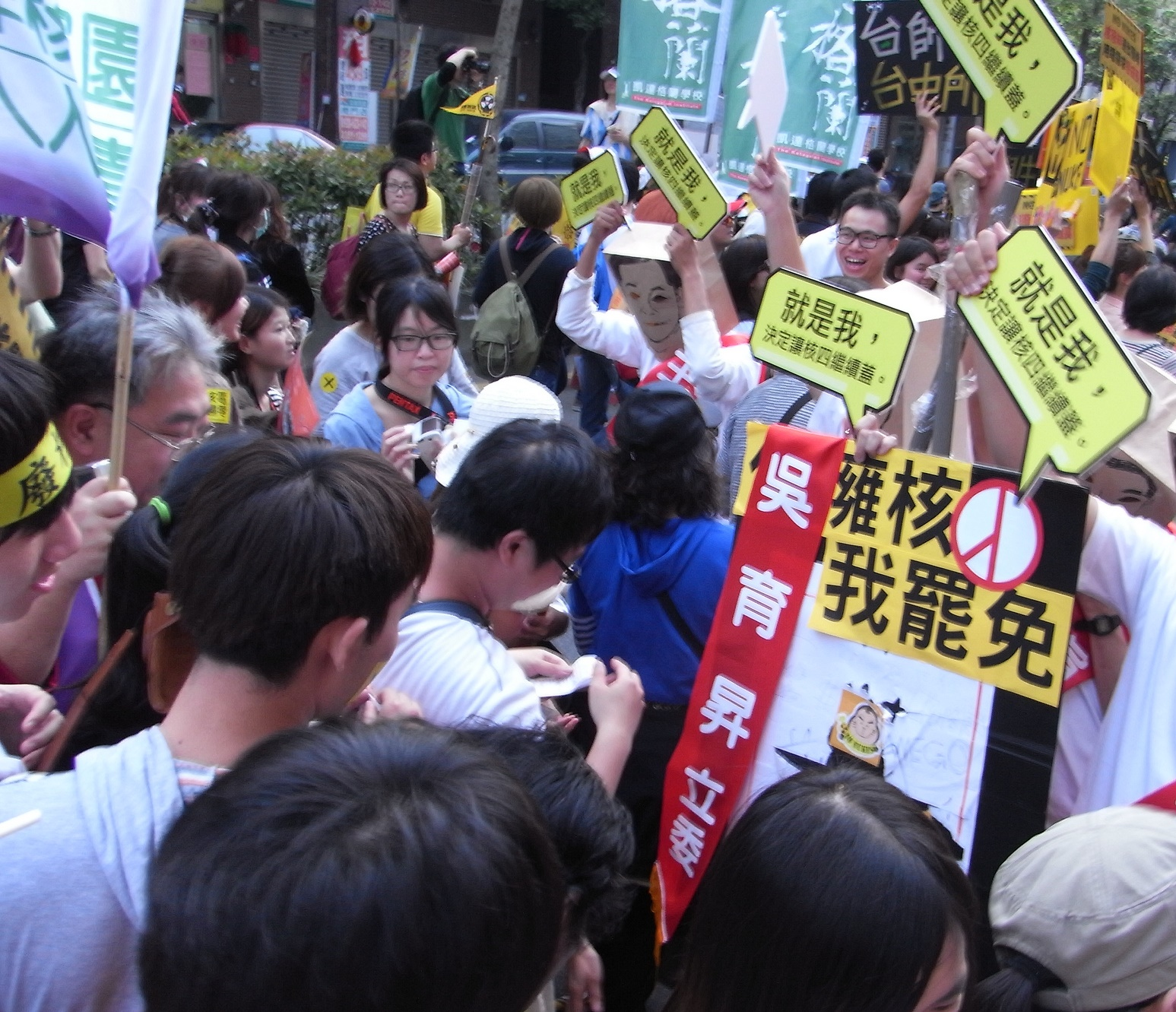
2013反核大遊行呼籲罷免擁核四立委吳育昇

2013年7月29日，國民黨立委吳育昇卻在昨天黨團大會中提案，以「核四安檢完成日，核四公投啟動時」做為推動公投時程。。
2014年4月21日，藍委吳育昇說，去年7月他就在黨團大會中正式提案，獲得多達58位黨籍立委連署，大家一致認為，核四安檢還沒做完，就以公投方式丟給人民決定，不僅違背責任政治，也違背民意，抨擊綠營此時提核四公投，完全是政治算計、殘害民生。
2015年7月1日，尚未啟用的台電核四廠正式封存，封存計畫為期三年，並將花費卅四億元維護；台電表示「會讓設備維持最佳狀態，等待機會讓公投決定核四是否啟封」。

## 相關地方建設

### 淡海輕軌
2015-06-29內政部營建署與新北市政府昨召開「淡海輕軌運輸系統」變更淡海新市鎮特定區都市計畫說明會，由於新規劃將原有區段徵收改為一般徵收，引發地主強烈反彈；立委吳育昇與當地議員要求中央朝區段徵收規劃，雙方才和諧結束會議。

### 淡江大橋
2015-08-20新北市「淡江大橋」日前公布了「淡江大橋國際競圖」評選結果，也已經動工中，但是其爭議問題，並沒有隨著動工而結束，日前曾舉辦主橋與連絡道路的公聽會，2013年4月25日淡江大橋的環評正式通過，在這場環評會議上，屬於支持派的多是當地的里長、議員，當時出席的立委吳育昇，還在環保署對媒體喊著，「快速建立淡江大橋」，在會議中更強調此橋對於觀光的重要性，橋落成後，「可以有效紓解淡水八里的塞車潮。」 新北市議員鄭戴麗香也曾在環評通過的前一天，號召淡水、八里的鄉親，「全力支持淡江大橋興建」 。

### 協助爭取林口5萬噸配水池
2015-11-03林口地區自來水由桃園市八德區的大楠廠提供，但林口位於管線末端，需經過5次加壓才能將水送達，導致在地民眾時常面臨水壓不穩與缺水問題，2004年更因艾利颱風來襲，導致水庫原水濁度飆升，林口地區曾停水近20天，民眾苦不堪言，希望能興建大型配水池來穩定供水。林口5萬噸配水池位於文化三路、寶林路交叉口，位於占地3公頃的運動公園用地下方，除了機房外，配水池將深入地底，完工後池頂將覆土種植廣闊草坪供民眾使用，與一旁運動公園景觀相互融合。配水池工程於民國103年11月13日開工，林口區公所近日會同立委吳育昇、議員蔡淑君及林口區各里長至現場會勘施工進度。自來水公司表示，配水池施工進度已達56％，現正加緊趕工，預計2016年4月底完工的目標進行，以徹底紓解林口區缺水問題。 2016年11月底新北市政府水利局表示林口萬噸配水池已進入完工驗收階段，可望有效紓民眾缺水之苦。

## 爭議

### 廣電三法爭議

#### 藝人青峰演說畫面遭剪輯
2013年1月2日，藝人青峰在跨年晚會表達「反媒體壟斷」言論，未被保留在重播的精華版，引發爭議。國民黨立委吳育昇受訪時說：「難道媒體不能取材？難道青峰講什麼都要詳加報導嗎？這才是台灣媒體自由的珍貴。」中視解釋，一月一日重播青峰也表演的那場跨年晚會節目，晚會長達六小時但重播只能播五小時，「僅取菁華，沒有刻意要刪減什麼內容。」吳育昇昨認為，有些媒體故意放大、縮小或如實報導，但這都是媒體自由一部分，正因為須尊重媒體取材報導的自由，才顯現出台灣媒體自由的彌足珍貴

#### NCC痛斥民進黨團版本太草率殘缺不全
2013年1月10日，NCC主委石世豪公開表示，新修廣電三法要求系統台須公開發行，但公開發行需符合公司治理原則，會計制度、財務報告也要符合標準，不少業者都達不到標準。而成立獨立董事，有的廣播電台規模相對非常簡單，但對一百多家電台的衝擊非常大。NCC隨後在晚上也召開記者會，強力批評民進黨團版本的廣電三法修正案是「不夠周延」、「殘缺不全」、「令人訝異、無奈」、「失之過苛」、「這是最壞的結果」，等NCC的版本在三月份提出後併案審查，才是最好的方式。。

#### 吳育昇主張由NCC提供完整的反壟斷專法
- 2013年1月11日，吳育昇接受媒體訪問時說，行政部門昨天表達不同意見，因為立法院是合議制，黨團是中性的，理解行政部門的主張，也了解民進黨團版「廣電三法」反壟斷條文的瑕疵與盲點，但要折衷所有的意見。對於外界批評國民黨團暴衝、開快車又踩煞車，吳育昇說，黨團支持反媒體壟斷立場，討論反壟斷條文都在理性範圍內，但這次戰法不同，不願一路挨打而採取主動，議事策略靈活，與黨中央保持高度策略合作，某種程度上屬分進合擊，「要凸顯民進黨的躁進、莽動、不理性及火大，為了政治遊行可以不擇手段」。吳育昇說，國民黨反媒體壟斷立場非常清楚，也一向主張由NCC提出完整的反壟斷專法是最理想的。[43]。
- 2013年1月11日，親民黨立法院黨團總召李桐豪說，黨團支持反媒體壟斷，對初審通過的「廣電三法」修正草案反壟斷條文高度保留。

#### 《廣電三法》修法協商 藍委點名柯建銘拖延
2015年10月5日，攸關全國收視戶權益的《廣電三法》修法，今天（5日）首度由立法院長王金平召集朝野協商，不過，還沒進入實質條文討論，朝野就吵翻天，最後協商破裂，立法院長王金平裁示15天後再討論，國民黨立委點名質疑，民進黨團總召柯建銘要求條文重新逐條討論，才會談不下去。首次由立法院長王金平召集的《廣電三法》修法協商，不只朝野黨鞭，藍綠立委不少人都出席，但只談了40分鐘就破裂，朝野連實質條文都沒討論到，民進黨團總召柯建銘跟國民黨交通委員會委員羅淑蕾，就先為誰擋《廣電三法》修法，火大對罵，但柯建銘面對鏡頭不多談。。

#### 王金平院長召集朝野協商，國民黨團全力支持廣電三法[44]。
- 2015年10月12日立法院長王金平上周召集朝野協商廣電三法，決議20日前，各黨團將有意見的條文列出，再擇期協商，但無法把握是否能趕在本會期完成修法。
- 由於廣電三法攸關全民收視權益及電信產業發展，除了分組付費幾乎已成全民共識，電信產業也企盼黨政軍退出媒體能得以鬆綁。但是如果這個會期無法通過廣電三法，法案將重新退回國家通訊傳播委員會(NCC)，一切從頭再來。
- NCC主任委員石世豪表示，從上周朝野協商迄今，除了國民黨團全力支持廣電三法外，其他黨團目前仍未提出反對廣電三法的任何具體意見。

### 宣稱達賴喇嘛來台灣訪問等於回到中國的土地
2014年10月23日，在內政委員會質詢蒙藏委員會委員長蔡玉玲時表示，對達賴喇嘛來台的議題除了歡迎來訪外，更應提及尊重中華人民共和國立場，不要因此議題造成對岸認為有藏獨鼓勵台獨的疑慮。更強調「從中國國民黨的立場來講，台灣也是中國的土地，我們是一中各表嘛！如果達賴喇嘛來到台灣，等於也是回到中國的土地。」，引起爭議。吳育昇在陳其邁質詢結束後表示，他認為台灣和中國大陸，都同屬一個中國，這是「一中各表」，我們稱為中華民國，他們是中華人民共和國。
2014年10月24日，行政院大陸委員會副主任委員吳美紅23日下午在陸委會例行記者會表示，中華民國是主權獨立的國家，依據憲法與其授權訂定的「台灣地區與大陸地區人民關係條例」（兩岸條例）規定，兩岸定位是「一個中華民國，兩個地區」。吳美紅說，這樣的定位20多年來歷經中華民國3位總統，從來沒有改變過，有政策的穩定性和延續性，也充分彰顯中華民國主權獨立的地位。陸委會指出，吳育昇相關談話中所說的「中國」，指的就是「中華民國」，「符合我國憲政體制」。

### 罷免行動與相關爭議
2013年8月，憲法133實踐聯盟針對吳育昇提出罷免行動，但因為未達連署門檻而失敗。2014年5月，割闌尾計畫再次選定吳育昇為3個優先罷免的立委之一。

#### 「民主黑潮，立委別逃」行動

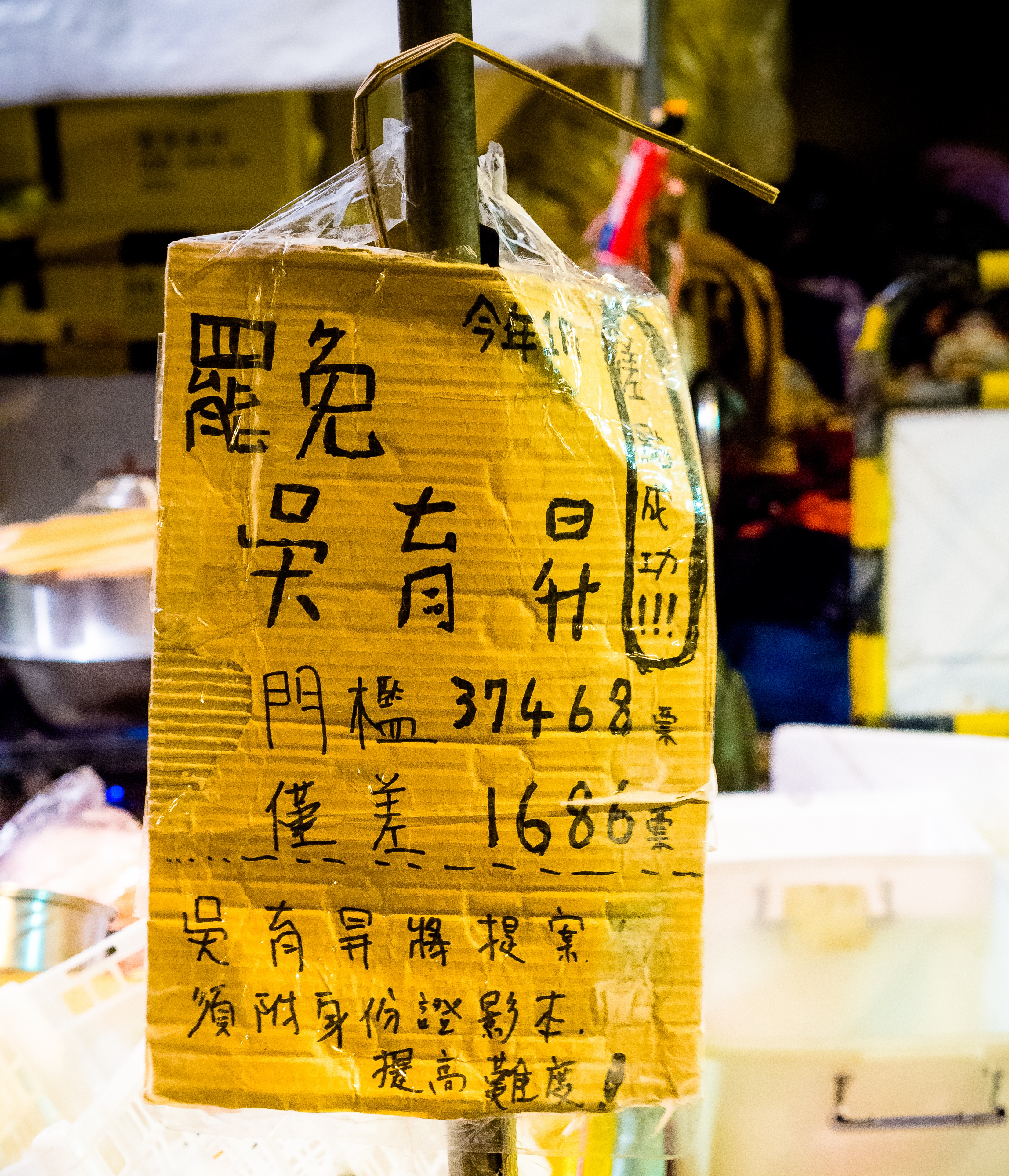
2014年太陽花學運呼籲罷免參與黑箱賣臺的中國國民黨立委吳育昇

繼罷免行動之後，國民黨籍立委吳育昇等人被反服貿學生冠上「立院4大寇」（4大寇：中國國民黨政策委員會執行長林鴻池、國民黨立法院黨團副書記長張慶忠、前國民黨團書記長林德福與國民黨籍立法委員吳育昇），他反批學生無法無天、紅衛兵心態。
2014年4月5日，民主黑潮學生聯盟發起「民主黑潮，立委別逃」掃街行動，第一站集結淡水，針對立委吳育昇選區掃街，沿路發送傳單推動民間版兩岸協議監督條例草案。中國國民黨籍立法委員吳育昇5日表示，反服貿學生下午將包圍他的地方服務處，他基於服務處設施、場地與人員安全，已報警處理。

#### 提案提高罷免門檻引發強烈反彈
《公職人員選舉罷免法》之諸多門檻已高到跟選舉權不成比例而從無立委遭罷免成功。
2012年9月18日，邱文彥版公職人員選舉罷免法部分條文修正草案，於立法院一讀，參考總統副總統選舉罷免法第二十三條第五項「被連署人或其代理人應依中央選舉委員會規定之連署人名冊及切結書格式，依式印製，徵求連署。連署人連署時，並應附本人之國民身分證影本。」之規定，修正為應附提議人、連署人國民身分證影本。。
2013年8月25日，作家馮光遠發起「罷免馬家立委」行動，馮25日與導演柯一正舉行記者會，宣布發起BMW（Ba Meng Wu，罷免吳）行動，首波將罷免國民黨立委吳育昇
2013年11月29日，國民黨團在立法院發動突襲，將由國民黨立委邱文彥等人所提出，罷免提案、連署須附切結書與身分證影本的「公職人員選舉罷免法部分條文修正草案」逕付二讀，勢必提高罷免的門檻及難度；由於憲法133實踐聯盟正發動罷免「馬意立委」吳育昇，在場的民進黨立委大罵這是藍營護航的「吳育昇條款」。吳育昇則發出聲明指出，邱文彥版草案早於去年九月就提出，而「憲法一三三實踐聯盟」在今年八月才對他發動罷免，足見此草案並非為他量身訂做，不應理解為「吳育昇條款」。
被割闌尾計畫（諧音「爛立委」）提案罷免的吳育昇與邱文彥、李慶華、謝國樑、江啟臣、紀國棟等中國國民黨立委卻提案修法，增訂連署罷免時必須附上身份證影本並簽下切結書等條款，被指為故意墊高實踐罷免難度，實際上剝奪公民行使憲法參政權利，違反司法院大法官第499號解釋所載明「民意代表行使職權應無違選民付託並遵守利益迴避原則」。作家馮光遠因此質問被指為挺馬（英九）意的吳育昇「請問你上賓館時，有出示身分證正反面影本嗎？有簽切結書說只談公事嗎？有簽切結書才能進賓館嗎？我們竟然生活在一個罷免不肖民代比上賓館還難的社會？」「若修正案通過，日後選上的民代在當選那天就可公開宣布『本席即日起開始吃香喝辣四年』」。
2014年5月12日，國民黨政策會執行長林鴻池表示，有部份有心人士，甚至政黨，去偽造它的連署的名單，導致整個連署提議的行動，完全失去公平公正的一個原則。過去發現罷免連署人不少是幽靈人口，未來若修法通過，適用對象不限於罷免立委、也可擴及縣市長、所有公職人員，這是為了補足行使直接民權的缺失、更健全選罷法。
2014年5月13日，國民黨又將此修正草案提出要在院會審議，由於正值割闌尾計畫發動罷免行動期間，因此再次成為焦點，而被諷為「反割闌尾條款」。由於台灣團結聯盟與民主進步黨立委霸佔主席台杯葛院會議程，經朝野協商後，決定當日暫不審議此爭議條款。
2014年12月31日，去年底「憲法133實踐聯盟」發起連署罷免國民黨立委吳育昇的行動，但在第二階段因人數不足宣告失敗，事後新北市選舉委員會發現其中一份無效的連署名單提議人「彭阿連」，早在1997年間過世，因此控告領銜罷免的王淑卿、陳鍊忠、陳福齊偽造文書，但士林地檢署指3人若真有意偽造文書罷免吳育昇，應不會僅偽造一份，因此認定罪證不足，今將3人不起訴。

### 婚外情事件
2009年11月13日，吳育昇說，他與女方認識多年，是很久不見的朋友，女方孫仲瑜40多歲，目前未婚，背景單純，兩人久未謀面才相約吃飯，餐後確實去過薇閣（Wego），「過程就是大家所想的那樣。」他說，他在這種人性的判斷、選擇上「一時迷失，犯了錯」，當然要面對所有後果，無論是形象、家庭的負面衝擊，「我都願一肩承擔」，事情曝光後，網友將吳育昇與另一位發生婚外情的民進黨籍臺北市議員王世堅兩人嘲諷為問世間（堅）情為何物，直叫人痛不育昇（欲生）。之後，不管是其反對者或是民進黨立委，都時常以此事做文章。
2009年11月17日，針對休旅車一事，吳育昇辦公室主任提出車輛租約及帳單發票，證實這輛車的租約是吳育昇本人親自簽名、蓋章，租期從2008年6月5日至2011年6月4日，這是單純的租賃契約，沒有什麼附加條款，三年租期一到就還車，每個月的發票，付款人也是吳育昇。
2009年11月18日，國民黨籍立委吳育昇婚外情閉關自省5天，妻子傳簡訊希望他勇敢，不要管別人的想法，只要管妻子的想法，化解了婚姻危機。感性的告白是否同獲選民原諒，考驗吳育昇的危機處理。談到家庭，吳育昇說牽手還是「非常、非常、非常地」生氣。經過這幾天的懇談懺悔後，兩人沒有分居與離婚的問題，太太願意給他一次改過的機會，但「只有一次」。
吳育昇說，未來將全心全意修補家庭關係以及與太太間的感情。他知道這件事對太太傷害至深且鉅，「會讓她痛苦一生」。「我只能用未來的生命陪伴她，跟她一起共度未來的人生路」。至於事件女主角孫仲瑜儘管強調不需要對別人交代，只需家人諒解，卻對吳育昇表示不諒解，「這個男的就消失了，從此消失了！」，而吳育昇則是在被媒體問及孫仲瑜時，原本嚴肅談論新北市選情，突然頭也不回地快走離開，也不願意回答任何有關提問。
2011年1月11日，作家馮光遠前一年在《壹週刊》專欄中，嘲諷外遇並積極推動槍決死囚的立委吳育昇。經吳育昇提告，檢方認為即使他曾外遇，馮、邱兩人也無法證明亂插陰莖、摳私處等言論為真，過於尖酸刻薄的用詞更超過《刑法》中得以免責的合理評論，加上腥羶情色、充滿性暗示的插圖，認定兩人涉嫌誹謗。

### 美國牛肉事件
對於台灣進口美國牛肉問題，原先主張「食用美國牛有健康的疑慮，進口就是公然違法」，在馬政府上任後改口支持，表示即使立法院不通過此案，也要「用行政命令直接進口美牛」

### 太陽花學運
與中國國民黨黨鞭林鴻池等人要求王金平動用警力，驅逐太陽花學運學生，並宣稱張慶忠以小型麥克風30秒通過服貿之戰術是他的主意。

## 外部連結
- 吳育昇臉書粉絲團
- YouTube上的吳育昇頻道